# 1906 في أستراليا
فيما يلي قوائم الأحداث التي وقعت خلال عام 1906 في أستراليا.

## سياسة

### تعيين في المنصب
- 3 نوفمبر – بيل ديني عضو مجلس النواب جنوب أستراليا من الجمعية.
- 8 نوفمبر – كريس واتسون عضو مجلس النواب الأسترالي.
- 12 ديسمبر – ألبرت بالمر عضو مجلس النواب الأسترالي.

### انتهاء فترة المنصب
- 8 نوفمبر – كريس واتسون عضو مجلس النواب الأسترالي.

## رياضة
- 1 يناير – البطولات الأسترالاسية 1906

## مواليد

### يناير
- 1 يناير – اوسي نيكلسون دراج أسترالي.

### يوليو
- 17 يوليو – دونك غراي درّاج طريق أسترالي.

### أغسطس
- 12 أغسطس – هاري هوبمان لاعب كرة مضرب أسترالي.

### نوفمبر
- 28 نوفمبر – فرانكي توماس متسابق دراجات أسترالي.